# Aurelianus (consul)
Aurelianus (ca.393-416) was pretoriaanse prefect van het Oosten en Consul in het jaar 400. Hij had een oudere broer Caesarius, die hij afwisselde in functies.

## Achtergrond
Aurelianus was actief in de periode dat het Romeinse Rijk definitief opgesplitst werd in een westelijk en een oostelijk deel (395). Waar de scheidingslijn was, was niet duidelijk, tussen de twee rijksdelen was een geschil wie nu zeggenschap had over de Prefectuur Illyricum. Een ander heikel punt waar beide rijksdelen mee geconfronteerd werden waren de Grote Volksverhuizingen, op gang gezet door de Hunnen, die andere volkeren het Romeinse Rijk binnen joegen.
De Goten waren sinds 382 foederati, dit wil zeggen bondgenoten van de Romeinen. Sommigen van hen hadden een belangrijke functie in het leger. Een van hen was Alarik I, hij kwam in aanmerking om magister militum per Illyricum te worden. Een andere stamgenoot was Gainas. Gainas stond hoog aangeschreven bij de Oost-Romeinse keizer Arcadius (395-408) en keizerin Aelia Eudoxia en baande zich een weg naar de hoogste functie. In 399 liet hij Eutropius, de raadsman van de keizer, vermoorden. In 400 stelde Gainas, Aurelianus aan als consul. Toen Gainas zich begon te moeien met religieuze zaken, werden de Goten uit Constantinopel verdreven. Dit was een slechte zaak voor Alarik, die zijn ambities kon opbergen.
De val van Gainas, was ook de val van Aurelianus. In 414 werd hij in ere hersteld en kreeg hij de functie van pretoriaanse prefect van het Oosten tot aan zijn dood in 416.